# 三重県道563号稲生山線
三重県道563号稲生山線（みえけんどう563ごう いのうやません）は、三重県鈴鹿市を通る一般県道である。

## 概要
鈴鹿市白子3丁目から鈴鹿市稲生3丁目に至る。

### 路線データ
- 起点：鈴鹿市白子3丁目（白子三交差点、国道23号交点、三重県道6号四日市楠鈴鹿線終点）
- 終点：鈴鹿市稲生3丁目（塩屋口交差点、三重県道645号上野鈴鹿線交点）
- 総延長：2,171 m

## 路線状況

### 道路施設

#### 橋梁
- 白子第二号橋（鈴鹿市）
- 稲生橋（鈴鹿市）

## 地理

### 通過する自治体
- 鈴鹿市

### 交差する道路
| 交差する道路                       | 交差する場所 | 交差する場所        |
| ---------------------------------- | ------------ | ------------------- |
| 国道23号 三重県道6号四日市楠鈴鹿線 | 白子3丁目    | 白子三交差点 / 起点 |
| 三重県道645号上野鈴鹿線            | 稲生3丁目    | 塩屋口交差点 / 終点 |

### 沿線
- 三重県立白子高等学校